# Lago di Valbona

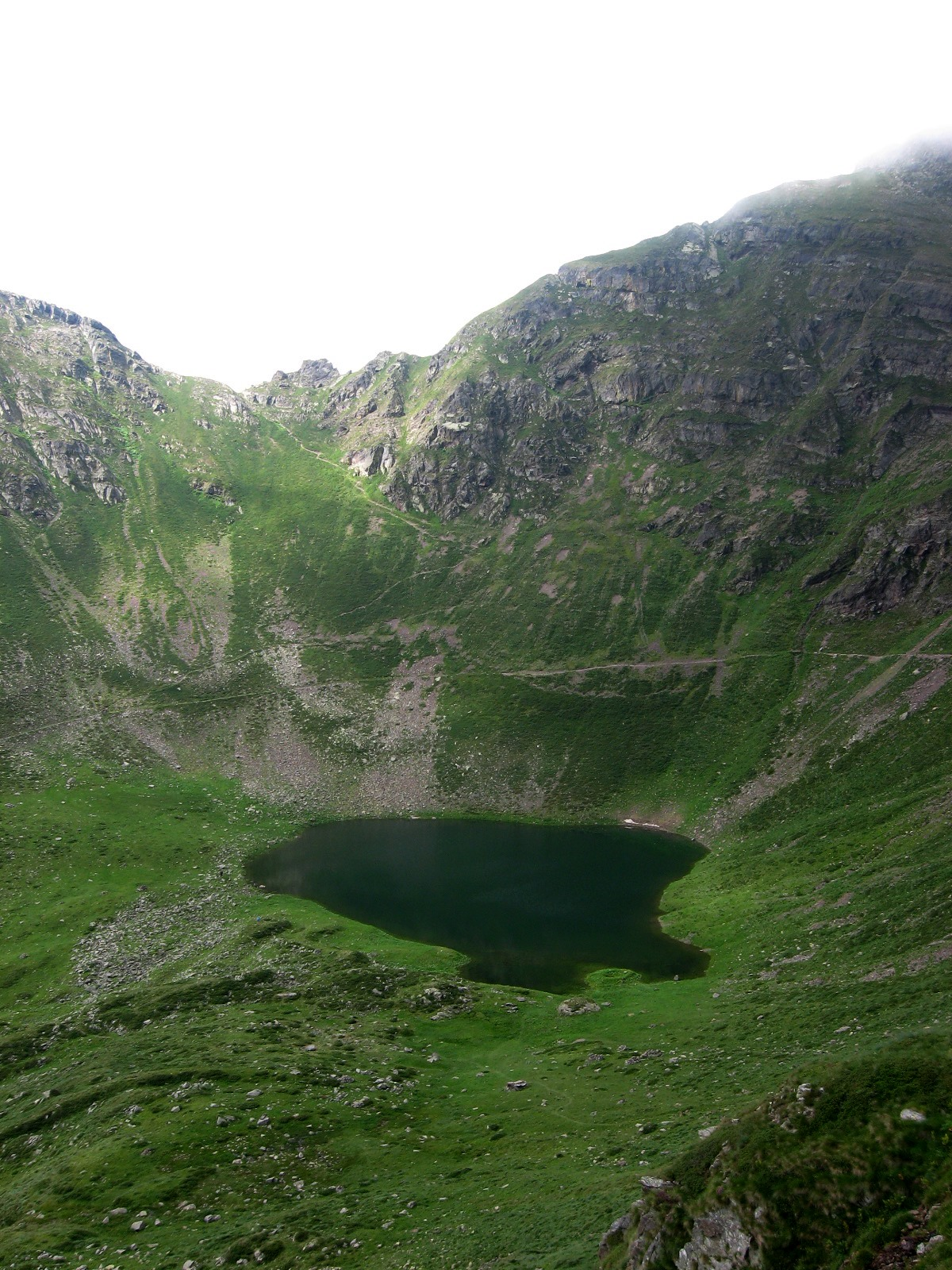
Il lago di Valbona dall'alto

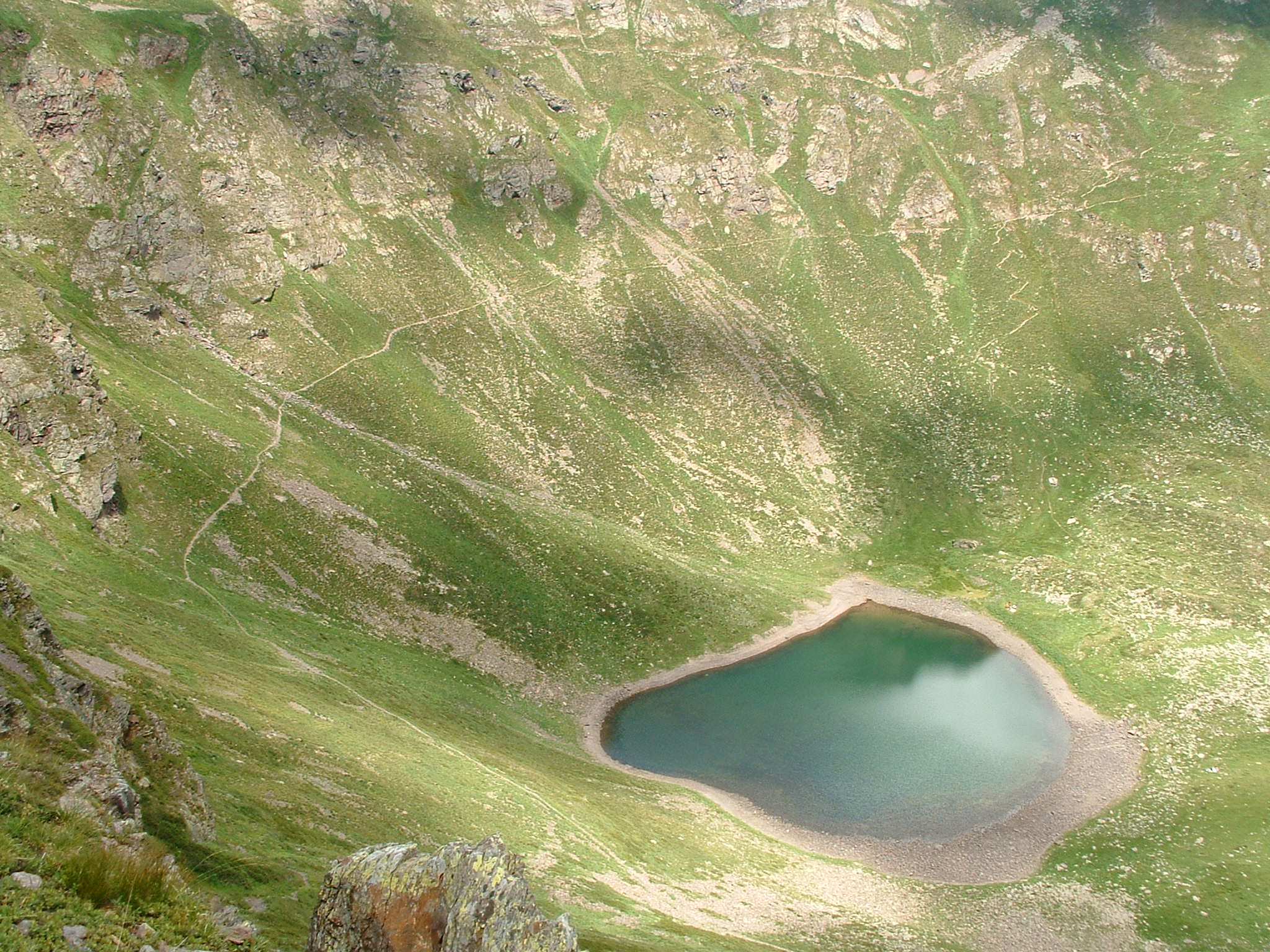
Altra veduta

Il lago di Valbona si trova nelle Alpi Orobie, adagiato in una conca nell'omonima valle, tributaria della valle di Scalve, nel territorio amministrativo di Schilpario.
Il lago, con una superficie pari a circa 17.000 metri quadrati, si adagia in una conca naturale sovrastata dai Monti Sellerino e del Matto, e riceve le acque provenienti dallo scioglimento delle nevi e dalle frequenti precipitazioni. Da esso nasce il torrente Valbona.
È facilmente raggiungibile tramite il sentiero con segnavia del CAI numero 416, che parte dal passo del Vivione e raggiunge il passo del Gatto ed i Laghi del Venerocolo.